# HD85512
HD85512 (Gliese 370) — зоря, розташована на відстані близько 36 світлових років від Землі в  сузір'ї Вітрил, у якої виявлено планету в зоні, придатній для життя. 
Належить до головної послідовності та має спектральний клас K5 V.

## Планетна система
19 серпня 2011 року групою швейцарських астрономів в результаті аналізу спектру цієї зорі було виявлено, що вона має екзопланету земного типу, яка розташована в зоні можливого існування життя. Екзопланета HD 85512 b потенційно може мати температуру поверхні достатню, щоб вода могла існувати у рідкому стані, у випадку якщо вона має атмосферу та її поверхня більш ніж  на 50% покрита хмарами. Дана екзопланета разом із екзопланетою Gl 581 d на сьогоднішній день є першими кандидатами, на поверхні яких найімовірніше може існувати життя.
| Планета (по порядку віддалення від зорі) | Маса           | Радіус | Велика піввісь (а.о.) | Орбітальний період (діб) | Нахил орбіти (°) | Ексцентриситет орбіти | Кіл-ть супутників |
| ---------------------------------------- | -------------- | ------ | --------------------- | ------------------------ | ---------------- | --------------------- | ----------------- |
| b                                        | мінімум 3.6 M⊕ | ?      | 0.26±0.005            | 58.43±0.13               | ?                | 0.11 ± 0.1            | ?                 |